# SM Tb 82 F
SM Tb 82 F – austro-węgierski torpedowiec z okresu I wojny światowej. Pierwsza jednostka typu Tb 82 F. Od 1920 roku służył w marynarce Rumunii pod nazwą Năluca, zatopiony w roku 1944.

## Służba
SM Tb (Torpedowiec Jego Majestatu) 82F wszedł do służby w marynarce Austro-Węgier 30 sierpnia 1914 roku jako pierwszy okręt swojego typu. 21 maja 1917 roku nazwę skrócono do SM Tb 82. Służył bojowo podczas I wojny światowej. Okręt przetrwał wojnę, po czym w ramach podziału floty Austro-Węgier w 1920 roku przekazano go Rumunii (wraz z Tb 83F i 84F). Po wcieleniu do rumuńskiej floty otrzymał nazwę „Năluca”.
Podczas II wojny światowej po przezbrojeniu był używany głównie do celów eskortowych. W 1944 roku przeklasyfikowany na okręt pomocniczy. 20 sierpnia 1944 roku został zatopiony w Konstancy przez radzieckie lotnictwo.

## Opis
Tb 82 F wyposażony był w dwa kotły parowe typu Yarrow. Współpracowały one z dwoma turbinami parowymi AEG-Curtiss. Okręt uzbrojony był w dwie armaty kalibru 66 mm L/30, pojedynczy karabin maszynowy Schwarzlose oraz dwie podwójne wyrzutnie torped kalibru 450 mm. Od 1917 roku rufową armatę 66 mm mocowano na okrętach tego typu na podstawie umożliwiającej prowadzenie ognia do celów powietrznych.
Na początku II wojny światowej na „Nalucy” zamieniono rufową armatę 66 mm na pojedyncze półautomatyczne działko przeciwlotnicze 37 mm C/30 L/83, dodano działko plot. 20 mm C/38 i 4 miotacze bomb głębinowych i 2 zrzutnie bomb głębinowych. W toku wojny zdjęto wyrzutnie torpedowe.